# Teplička nad Váhom
Teplička nad Váhom es un municipio del distrito de Žilina en la región de Žilina, Eslovaquia, con una población estimada a final del año 2024 de 4389 habitantes.
Se encuentra ubicado al oeste de la región, cerca del curso alto del río Váh (cuenca hidrográfica del Danubio) y de la frontera con la región de Trenčín.

## Demografía
| Año        | 1994 | 2004    | 2014     | 2024    |
| ---------- | ---- | ------- | -------- | ------- |
| Población  | 3275 | 3413    | 4040     | 4389    |
| Diferencia |      | +4,21 % | +18,37 % | +8,63 % |

| Año        | 2023 | 2024    |
| ---------- | ---- | ------- |
| Población  | 4406 | 4389    |
| Diferencia |      | −0,38 % |